# Padres apostólicos

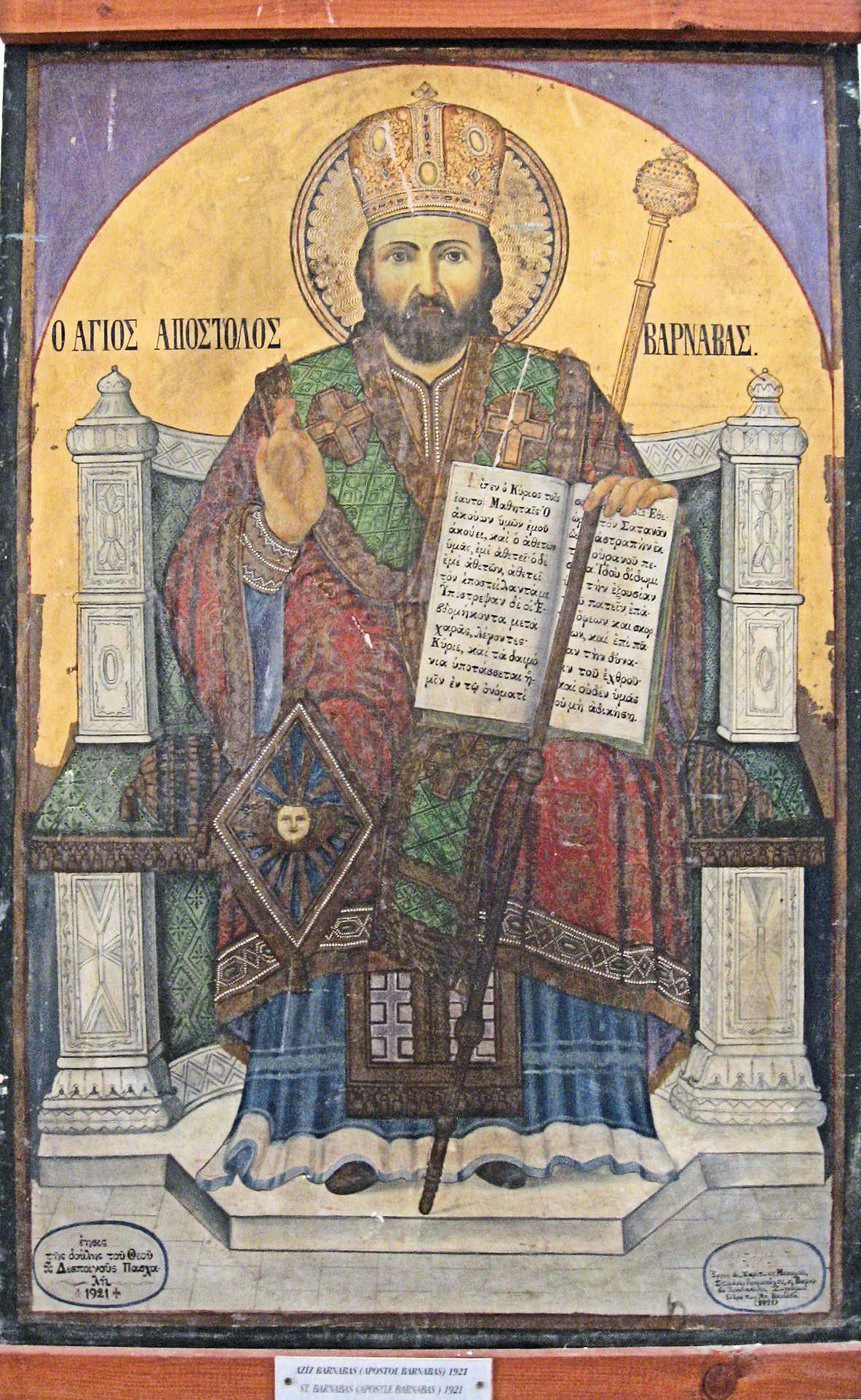
La carta atribuida al apóstol Bernabé se cuenta entre los escritos de los padres apostólicos.

Se llaman padres apostólicos a los autores del cristianismo primitivo que, según la tradición, tuvieron algún contacto con uno o más de los apóstoles de Jesús de Nazaret. Estos escritores del siglo I y de principios del siglo II dejaron textos de profunda importancia para conocer qué creían y cómo vivían los primeros cristianos. Muchos de estos textos contienen descripciones o normas acerca de la doctrina y praxis cristiana. La mayoría de estos escritos son cartas de contenido pastoral y exhortativo: casi no se presenta apología contra otras religiones aunque sí la alerta contra herejías o posibles cismas.
En esta categoría se clasifica habitualmente a discípulos de los apóstoles Pedro (Clemente de Roma), Pablo (Bernabé) y Juan (Ignacio de Antioquía, Policarpo y Papías), aunque también se incluyen textos anónimos cuya antigüedad sugiere un origen apostólico, como la Didaché.

## Criterio de clasificación
Hay diversidad de criterios para considerar que un texto pertenece a la colección de los Padres Apostólicos, pero es común hallar los siguientes:
- Que el autor sea un apóstol o un discípulo de los apóstoles.
- Que el texto haya sido compuesto durante el período en que los apóstoles todavía vivían.
- Que el texto refleje la enseñanza de los apóstoles.

Sin embargo, la evaluación de estos criterios puede ser controvertida, por este motivo muchas obras anónimas del siglo I y II como la Epístola a Diogneto son alternativamente aceptadas o rechazadas como apostólicas por los expertos en la materia. En palabras de Ayán Calvo: «bajo la denominación “Padres Apostólicos” se fueron englobando un grupo de obras heterogéneas por su interés teológico, género literario, autoridad, datación y origen, sin que sea posible establecer una criteriología clara y rigurosa que justifique tal hecho».

## Clemente de Roma

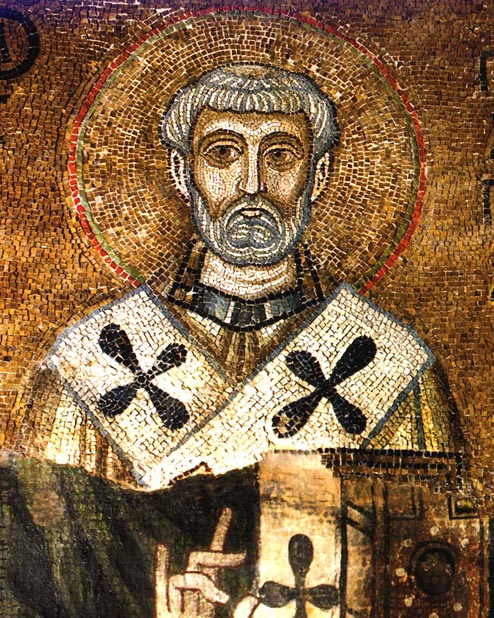
Mosaico de Clemente I.

Clemente de Roma, discípulo de los apóstoles Pedro y Pablo, fue obispo de Roma y mártir a fines del siglo I. Es particularmente conocido por su Epístola de Clemente, dirigida a finales del siglo I a los cristianos de la ciudad griega de Corinto. Este texto tuvo gran importancia en el cristianismo primitivo y fue admitida como parte de la Escritura por la Iglesia de Siria. Sin embargo, tras algunos siglos de discusión, la epístola fue excluida del canon del Nuevo Testamento y actualmente forma parte de la colección de los Padres Apostólicos.
Clemente escribe en respuesta a una sedición de la comunidad Corintia ya que varios presbíteros habían sido removidos de su ministerio por una revuelta. En la Epístola se insta a la reconciliación de las partes involucradas, obedeciendo la jerarquía legítima que fue establecida originalmente por los apóstoles en esa ciudad. Se tratan diversos temas de importancia. En el campo histórico, informa acerca de la situación de las Iglesias de Corinto y de Roma desde la persecución de Nerón hasta el entorno del año 100. En lo dogmático se presentan ideas sobre la jerarquía y autoridad en la Iglesia, la preponderancia de la iglesia Romana, la resurrección de los muertos y el Orden Natural. Existe además un importante texto anónimo conocido como Segunda Epístola de Clemente pero su composición es más tardía, cercana al año 150.

## Ignacio de Antioquía

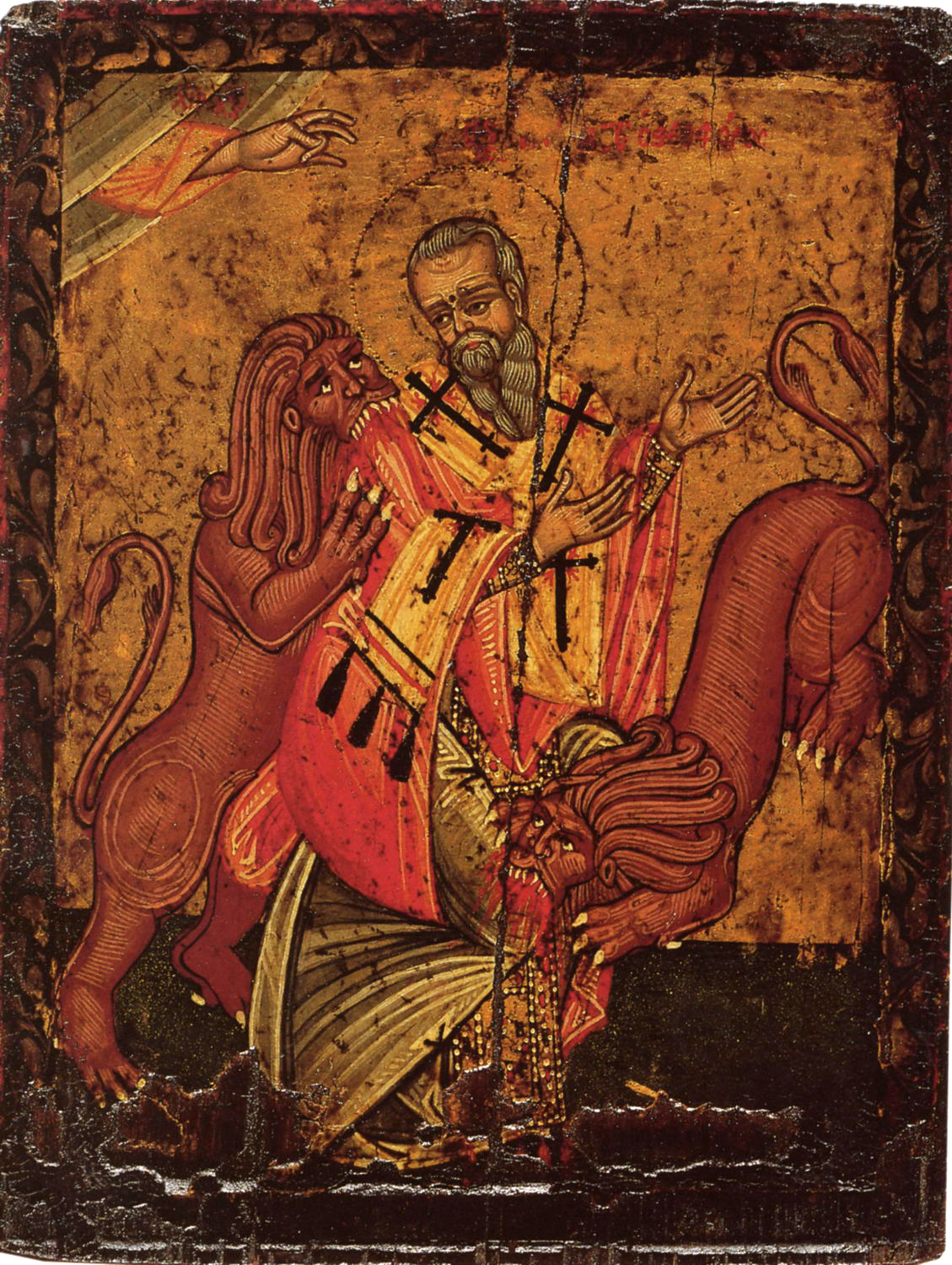
Ícono de Ignacio de Antioquía devorado por los leones.

Ignacio, discípulo del apóstol Juan, y obispo de Antioquía, es autor de siete cartas que redactó en el transcurso de unas pocas semanas, mientras era conducido como prisionero desde Siria a Roma para ser ejecutado. En ellas describe sus sentimientos ante el inminente martirio, y sostiene en la Fe a las comunidades de Asia. 
Atendiendo al propósito de la redacción, las cartas se dividen también en dos grupos: por una parte, las seis cartas asiáticas y, por otra, la singular «Carta a los romanos». Las asiáticas fueron escritas a las Iglesias del Asia Menor con dos propósitos definidos, en primer lugar exhortarlas a mantener la unidad interna y segundo prevenirlas contra ciertas enseñanzas docéticas y judaizantes. La separación entre cristianismo y judaísmo fue un tópico recurrente en el cristianismo primitivo. Se destaca la epístola escrita individualmente a su amigo Policarpo de Esmirna, cuando las demás están destinadas a comunidades colectivas. La uniformidad de los planteamientos de Ignacio sugiere la existencia de un conflicto generalizado en esta parte del Asia Menor, como si toda la región estuviese atravesando circunstancias similares.
La otra carta fue dirigida motu proprio a la Iglesia de Roma para rogar a sus miembros que no intercedieran por él ante las autoridades: «si sufro el martirio, seré un liberto de Jesucristo y en él resucitaré» (Ad Rom. 4, 3)

## Policarpo de Esmirna

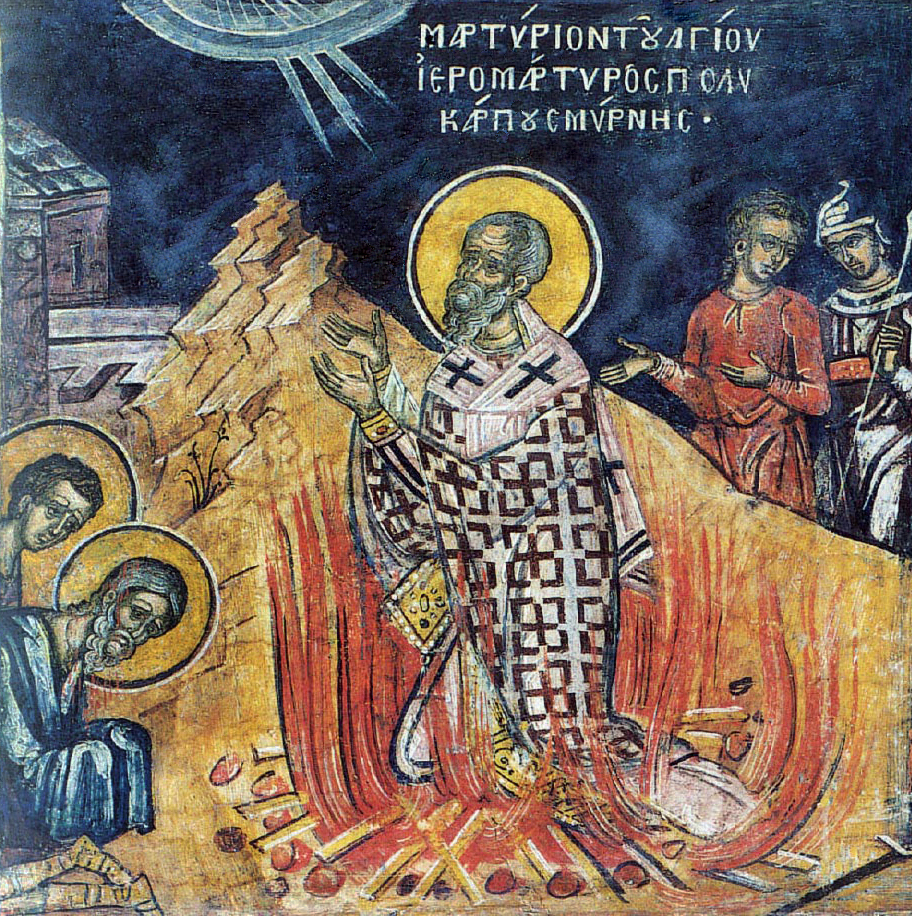
Martirio de Policarpo.

Policarpo (c. 70 - c. 155) obispo y mártir de Esmirna fue discípulo del apóstol Juan y maestro de Ireneo de Lyon, el principal autor cristiano del siglo II. Se conserva una carta de Ignacio de Antioquía dirigida a Policarpo, y una carta de Policarpo a la comunidad de Filipos. Al poco tiempo de su martirio, los cristianos de Esmirna escribieron el Martirio de Policarpo, uno de los primeros relatos de un martirio cristiano y que inaugura una larga tradición de registros llamados Acta Mártyrum.
El texto relata la persecución de las autoridades contra los cristianos bajo acusación de ateísmo, y la condena y muerte de Policarpo tras negarse a adorar al emperador Antonino Pío. Ante la inquietud de que los cristianos adoraran al difunto Policarpo en lugar de Cristo, el texto explica: «ni podremos abandonar jamás a Cristo … ni hemos de rendir culto a ninguno fuera de él. Porque a Cristo le adoramos como a Hijo de Dios que es; mas a los mártires les tributamos con toda justicia el homenaje de nuestro afecto como a discípulos e imitadores del Señor». Finalmente los cristianos de Esmirna recogieron los huesos del mártir como reliquias para celebrar su martirio como un natalicio: «nos concederá el Señor celebrar el natalicio del martirio de Policarpo, para memoria de los que acabaron ya su combate y ejercicio y preparación de los que tienen aún que combatir».

## La Didaché
El texto llamado Didaché (en griego, Enseñanza) también es de la era apostólica. Fue escrito hacia el año 70 de nuestra era, probablemente en la provincia romana de Siria. Este breve texto cristiano es de singular importancia porque en tan solo 552 palabras, el desconocido autor resumió la moral cristiana, los preceptos litúrgicos para la celebración del bautismo y de la eucaristía, ciertas reflexiones sobre la jerarquía eclesiástica, y algunos párrafos alentando la esperanza en la Segunda venida de Cristo.
Este escrito tuvo un amplio reconocimiento en las comunidades cristianas primitivas y fue citado por varios autores antiguos, pero su texto original estuvo perdido durante largos siglos. En 1873 Filoteos Bryennios lo halló en un códice del siglo XI bajo el título de Enseñanza de los doce apóstoles (abreviado y en griego, Didaché). Desde entonces la obra ha sido de gran interés, ya que describe el cristianismo de una época en la cual los testimonios extra-bíblicos son prácticamente nulos.

## Importancia de los padres apostólicos
Si bien no es posible afirmar a ciencia cierta que todos ellos hayan tratado a los apóstoles, estos autores transmiten un eco vivo de su predicación. La exposición de la fe evidente en los escritos de estos autores destella sobre los posteriores apologistas por cuanto permanecieron ajenos al debate antiherético que caracterizó al segundo eslabón en la cadena del cristianismo (los apologetas), aun cuando en los escritos apostólicos existan evidencias de una oposición al docetismo judaizante en la teología del Verbo encarnado de Ignacio de Antioquía o en el caso de Clemente también, donde observamos un contraste con las escisiones que ocurrieron en la comunidad de Éfeso. En todo caso, el talante literario de estos documentos y de los personajes que los crearon está más motivado por exponer la fe que por defenderla del error, si bien no se confunde con este. En efecto, el autor de A Diogneto afirma: «No trato de cosas extrañas ni inquiero cuestiones absurdas, sino que, habiendo sido discípulo de los apóstoles, me hago maestro de las naciones y administro lo que yo he recibido a los que se han convertido en discípulos dignos de la Verdad.»
Según Jules Lebreton en La Iglesia Primitiva, los mismos Padres poseían una clara conciencia de su posición de sucesores: Clemente afirma haber escrito que su carta por impulso del Espíritu, pero reconoce la verdadera inspiración en San Pablo. Ignacio al tiempo que se reconoce en línea de continuidad con los doce, indica: «Yo no puedo imponerles mandatos del valor que tienen los de Pedro y Pablo, ellos eran apóstoles; yo no soy más que un condenado a muerte». Con todo, la conciencia de ser el eslabón inmediato en la cadena que por los apóstoles unía a los creyentes con el Señor les hizo emplear la palabra predicada y escrita con un acento único, a tal grado que después de los libros neotestamentarios, no hay un conjunto de obras que proporcionen impresión tan inmediata de la comunidad congregada en torno a la fe en Jesucristo como los padres apostólicos.
Los Testigos de Jehová a pesar de su oposición a la autoridad apostólica de la Iglesia católica reconocen que los Padres Apostólicos tuvieron autoridad en la Iglesia Primitiva.

## Desarrollo de la clasificación
La expresión tuvo su origen en la obra que Jean-Baptiste Cotelier publicó en 1672, titulada Patres aevi apostolici («padres de la era apostólica»). Cotelier consideraba tales a Bernabé, Clemente de Roma —que según el testimonio de Ireneo de Lyon efectivamente fue discípulo de los apóstoles Pedro y Pablo—, Ignacio de Antioquía, Policarpo de Esmirna —que según Ireneo fue discípulo del apóstol Juan— y Hermas de Roma.
La denominación Patres Apostolici («padres apostólicos») apareció por primera vez en 1699, cuando el teólogo protestante L. J. Ittig publicó su Bibliotheca Patrum Apostolicorum (Biblioteca de los Padres Apostólicos), si bien solamente incluía a Clemente, Ignacio y Policarpo.
En 1765 Andrés Gallandi reimprimió la obra de Cotelier, agregando los fragmentos conocidos de Papías de Hierápolis —a quien san Jerónimo califica como auditor Ioannis, oyente de Juan— y el bello escrito anónimo llamado A Diogneto.  Luego la lista de padres apostólicos se ha ido ampliando y reduciendo de acuerdo con los estudios de patrología. Por ejemplo, la narración del martirio de Ignacio de Antioquía había sido incluida por Cotelier, pero fue luego descartada.  Finalmente se agregó la Didaché, descubierta en 1873.
De los martyria, un género literario de pleno derecho en el cristianismo primitivo en el que se relata el martirio de un santo, las ediciones modernas solo incluyen el de Policarpo, Martirio de Policarpo, enviado por la Iglesia de Esmirna —sede de Policarpo— a la Iglesia de Philomelium en Frigia. Si bien su valor histórico es muy desigual, se lo considera cercano a los hechos. El de Ignacio es de fecha tardía, y el de Clemente es totalmente novelesco.

## Lista de textos
La edición de los Padres Apostólicos elaborada por Daniel Ruiz Bueno incluye los siguientes textos:
- La Didaché, una breve guía litúrgica y catecismo datado cerca del año 70. Es el hijo pródigo de estos escritos por ser el más tardío en descubrirse e incorporarse al grupo, y haber llegado, sin embargo, a ser el más importante de todos ellos.
- La primera carta que Clemente de Roma escribió a los corintios cerca del año 95. Hay también una Segunda Carta de dudosa autoría, datada cerca del año 150.
- Las cartas de Ignacio de Antioquía, mártir y obispo de Antioquía, cerca del año 117.
- La Carta a los filipenses de Policarpo de Esmirna, cerca del año 118. También incluye la narración del Martirio de Policarpo, escrita en el 156.
- La Epístola de Bernabé. Se trata de un texto atribuido al apóstol José Bernabé, compañero de Pablo de Tarso. Su composición es posterior al año 70 y definitivamente anterior al 136.
- La carta anónima enviada a Diogneto, atribuida por algunos a Cuadrato de Atenas.[35]
- Los fragmentos supervivientes de la Explicación de los dichos del Señor, de Papías de Hierápolis, otro discípulo del apóstol Juan.
- Por último, el libro El Pastor de Hermas de Roma, que a veces se le considera apostólico debido a que Pablo en su carta a los Romanos menciona a una persona llamada Hermas (Rm 16, 14). En realidad el autor de este libro sería otro Hermas vivido a mediados del siglo II.

Otros posibles candidatos:
- El Fragmento de Cuadrato es una muy breve cita de Cuadrato de Atenas que Eusebio de Cesarea nos da en su libro Historia Eclesiástica.
- El Martirio de Ignacio.
- P.Oxy. XLI 3057, se ha planteado tentativamente la posibilidad de que este papiro datado hacia finales del siglo I o inicios del siglo II d. C.[36][37][38]
- Sixto I Las Sentencias de Sexto obra mencionada por Orígenes, la cual describe como escrita por un "fiel", hoy sin embargo se le atribuye a un filósofo pitagórico el cual se acercó accidentalmente al cristianismo.
- La Apologia de Aristides escrita por Aristides de Atenas a principios del siglo II, casi al mismo tiempo que Cuadrato de Atenas.
- Prólogos Anti-Marcionistas prólogos anónimos escritos a mediados del siglo II.
- Melitón de Sardes Peri Pascha Canon Fragmentos Melitón fue un cristiano del siglo II. Algunas tradiciones lo colocan como el Ángel de Sardes mencionado por Juan el Apóstol en el Libro del Apocalipsis, sin embargo, para que esto sea posible Melitón tiene qué haber estado 70 años ocupando el cargo de obispo de la ciudad de Sardes.